# Federacja Skoków Narciarskich i Kombinacji Norweskiej w Kazachstanie
Federacja Skoków Narciarskich i Kombinacji Norweskiej w Kazachstanie (kaz. Қазақстан Республикасының шаңғы жарыстары федерациясы, Qazaqstan Respýblıkasynyń shańǵy jarystary federatsııasy; ros. Национальная федерация лыжных гонок Республики Казахстан) – kazachska organizacja sportowa z siedzibą w Astanie, założona w 1992 roku, zajmująca się rozwojem i koordynowaniem biathlonu, biegów narciarskich, kombinacji norweskiej, narciarstwa alpejskiego, dowolnego i telemarkowego, skicrossu oraz skoków narciarskich. Prezesem związku jest Umirzak Szukiejew.

## Dyscypliny
Obecnie związek zajmuje się rozwojem następujących dyscyplin sportowych:
- Biathlon
- Biegi narciarskie
- Kombinacja norweska
- Narciarstwo alpejskie
- Narciarstwo dowolne
- Narciarstwo telemarkowe
- Skicross
- Skoki narciarskie